# Fear & Hunger
『Fear & Hunger』（フィア―・アンド・ハンガー）は、2018年に発売されたサバイバルホラーロールプレイングゲーム（RPG）。フィンランドのゲーム開発者ミロ・ハヴェリネンが開発した。ダークファンタジーの近世を舞台にした本作は、4人のプレイアブルキャラクターのうちの1人を操作し、Fear & Hunger のダンジョンを探索し、奥に進むにつれて危険な罠、謎解き、モンスターと対峙していく。
本作は概ね好意的なレビューを獲得しており、批評家はゲームの雰囲気、ゲームプレイ、ストーリーテリング、難易度を称賛する一方で、中頻度で起きるタイプミス、ゲームの成人向けテーマの一部、特に性的暴力についての作中での扱いを批判した。
2022年には本作の続編『Fear & Hunger 2: Termina』が発売された。

## ゲームプレイ
ゲーム開始時にプレイヤーはキャラクタークラスの選択（「ナイト」「マーセナリー」「ダークプリースト」「アウトランダー」の4種類から1つ）、選んだキャラクターの生い立ちの選択（回答に応じて異なる特別なアイテムや能力が付与される）、難易度の選択（4種類から1つ（最高難易度はアンロックが必要））を行う。その後、Fear & Hugerのダンジョンを横断し、ダンジョンを占拠する多数のモンスターや罠に立ち向かうか彼らを避けなければならない。ゲーム中にプレイヤーは多数のNPCと出会うことができ、彼らの一部はプレイヤーのパーティーに勧誘できる。
本作は「ターン制の戦略的四肢切断戦闘システム」を特徴としており、永続的な四肢の欠損がプレイヤーのスピードや武器の使用能力に影響を及ぼす。また、プレイヤーは時間と共に低下するキャラクターの空腹度や正気度を維持する必要がある。セーブを含むゲーム中の多くの行動はコイントスシステムを通じて決定され、プレイヤーはコイントスの結果が「表」か「裏」のどちらになるかを正しく予測しなければならない。
本作はプレイヤーの選択によって変わるマルチエンディング方式を採用している。

## 開発
『Fear & Hunger』はRPG制作ソフト「RPG Maker MV」を用いて2年以上かけて開発された。
本作の制作はほぼミロ・ハヴェリネンだけで行われた。インタビューでハヴェリネンはインスピレーションを得た作品として『サイレントヒル』、『ヘルレイザー』『Amnesia: The Dark Descent』『Nethack』『ベルセルク』『ダークソウルシリーズ』『モータルコンバット』を挙げている。触手モンスターのボス戦や水泳区間を含むゲームの一部の要素は開発中にカットされた。

## 発売
『Fear & Hunger』は2018年12月11日にSteamとItch.ioで発売された。

## 評価
『Fear & Hunger』は批評家とプレイヤーの双方から幅広い称賛を集めた。批評家はゲームの雰囲気、ゲームプレイ、ストーリーテリング、容赦のない難易度を称賛した。
Rock Paper Shotgunのドミニク・タラソンは、本作のゲームプレイと雰囲気を称賛したが、中頻度で起きるタイプミス、アートワークの品質のばらつき、ホラーのより性的な側面の一部を批判した。
The Games Machineのロレンゾ・サバティノは本作を概ね称賛したが、ゲームの難度における運に基づく要素を不公平かつイライラさせるものであるとして批判した。
ブラジルのレビュアーのカウ・バティスタは、『Fear & Hunger』を「魅力的」だが「問題がある」と評し、ゲームの雰囲気と没入型の仕組みを賞賛したが、ゲームのより「不健全」な側面、特に「性暴力の矮小化」を批判した。

## 続編
続編の『Fear & Hunger 2: Termina』（フィア―・アンド・ハンガーツー：テルミナ）が2022年12月9日にSteamとItch.ioで発売された。
本作は前作の出来事から約300年後、1940年代の同じ世界を舞台としており、14人の旅人がプレヘヴィル町のテルミナ祭に3日間にわたって参加を余儀なくされる。
レビュー収集サイトMetacriticでの同作のユーザースコアは8.7で「概ね好評」となっている（2023年12月時点）。
DualShockersに寄稿したマーカス・ジョーンズは、同作を「完璧なJRPGホラー」と表現し、特にプレイ可能なキャラクターの幅広さ、前作から進化したシステムなどを称賛した。